# 川口千里 (ドラマー)
川口 千里（かわぐち せんり、1997年〈平成9年〉1月8日 - ）は、日本の女性ドラマー、ミュージシャン。愛知県生まれ、三重県四日市市育ち。

## 来歴
両親ともに音楽には無縁であったが、機械好きな父親が買ってきたヤマハの電子ドラムDTXpress2を、おもちゃと思って演奏し始めたのがドラムを始めたきっかけだという。こうして5歳からドラムを始め、8歳より「手数王」こと菅沼孝三に師事。ドラム専門誌「リズム&ドラム・マガジン」主催の第9回ドラム・コンテスト（2006年（平成18年））で敢闘賞、第10回（2007年（平成19年））では準グランプリを受賞。2008年（平成20年）5月31日には日本テレビ「全力!Tunes」に出演。2009年（平成21年）1月には地元の音楽シーンを紹介するCTYの「Sound view」に出演するなど、メディアで紹介されるようになる。
2009年2月6日に、菅沼がメンバーである矢堀孝一のユニットFRAGILEとのセッションDVD「HOROSCOPE」が発売され、当時まだ小学生の時点で「すでにしなやかな感性を表現できる域に達している」と評される。
2010年に、世界的なドラムサイト「ドラマーワールド」に於いて、世界のトップドラマー500人の1人に選ばれた。同サイトには、女性ドラマー部門に"13 years old..."というフレーズ付きで取り上げられ、専用ページが設けられた。これは、アジア人として神保彰に次ぐ2人目、女性ドラマーとしては唯一の掲載である（2010年時点）。
また、10月23日に開催された、ドラム・マガジン・フェスティバル2010に、前回に出演の平陸（当時14歳）、同誌主催最強プレイヤーズコンテスト2009優勝者の内田龍芽（当時10歳）と共にキッズ・ドラマー・セッションに出演、フェスティバルのオープニングアクトを務める。「安定感のあるビート」「会場を沸かせた大人顔負けの超絶パフォーマンス」と評される。
その後も菅沼孝三の手ほどきを受けつつ、学業と両立させながらFRAGILEとのツアーなどセッションワークを中心に活動しており、2011年7月からはリーダーとしての活動も本格的に開始している。
2013年の誕生日には、ファースト・アルバム『A LA MODE』を発表した。この発売の際、神保彰は「若き天才千里ちゃんの入魂のドラミングに新しい時代の幕開けを感じる」と評している。
2月には、ジルジャンからシグネイチャーモデル・ドラムスティックが発売されている。これは、従来より使用していた菅沼孝三モデルのスティックをベースにイエローDIP加工を施し、ヤモリを描いたものである。
2014年1月18日には、大髙清美とユニット「KIYO*SEN」を組み、アルバム『Chocolate booster』が発売され、その前後では六本木、渋谷、四日市、浜松など複数の会場で、発売記念ツアーが行われた。この発売記念ツアーで回った六本木での演奏は、『Choco-Boo Live!』というタイトルで映像作品化され、4月26日に発売された。
また、同年6月4日には、セカンドアルバム『Buena Vista』が発売された。
2014年7月18日からスタートした、E-girls初のツアー「COLORFUL LAND」のサポート・ドラマーに抜擢。
2015年3月、Google「Android」のテレビCM「Android：じぶんをおもいきり」篇に出演（複数人の出演者のひとり）。
2015年、大学入試センター試験利用入試にて早稲田大学社会科学部に合格した。

2016年12月21日 アルバム『CIDER 〜Hard & Sweet〜』でキングレコードからメジャーデビュー。
2018年、フランスのキーボード奏者、フランシス・デカン（元・アンジュ）のプロジェクト「ザ・ギフト」のレコーディングに参加。
2020年には、スウェーデン出身で英国在住のプログレッシブ・ロックとジャズの作曲家兼キーボードとピアノ奏者のアンデルス・ヘルメルソンのシングル「リチュアル・アイダンス」に、ゲスト・ドラマーとしてレコーディングに参加。

## プレイ・スタイル
- 小柄な体格とは裏腹に、パワフルなドラミングを繰り出す。なおかつ菅沼譲りの高速プレイや変則プレイ、ルーディメンツなどの精度の高さなどから、しばしば「手数姫」「ギャップ萌」などと称される[5]。
- 上記のように、早くからドラマーとしての才能を開花させ、その演奏力やテクニックを評価されていたものの、当初ジャズ・フュージョン界隈以外ではさほど目立つ存在ではなく、一般的にも殆ど無名状態だった。しかし、「けいおん!」の存在を知り、主題歌・劇中歌をコピーするよう勧められ、偶然にも以前使用していたヤマハ Hipgigが作中設定機材と同一であり、同モデルを所有していた[17]（現在のメイン使用モデルは、YAMAHA Absolute Hybrid Mapleシリーズ）ことから、2009年6月よりその演奏動画をインターネット上で公開。こうして、2012年（平成24年）6月時点の動画総再生回数が2,000万回に達し[18]、名実共に知れ渡った[3]。
- 使用するバスドラムのヘッドとシグネイチャーモデル・ドラムスティックには、ヤモリのイラストが描かれており、自身のトレードマークとなっている。これは川口が幼少の頃、ドラムの練習室で時々ヤモリを見かけ「自分のドラムを見に来たのだ」と思うようになり、自身を見守っていてくれる守り神と信じているため[19]。
- レイジ・アゲインスト・ザ・マシーンのトム・モレロは、YouTube上にアップされた彼女のプレイを観て、「この16歳の日本人女性ドラマーにマジでビビった。今まで出会った中でも最高のドラマーだ」と、自身のTwitterで絶賛した[20]。

## ディスコグラフィ
|   | 発売日       | タイトル  | レーベル    | 品番     | 備考 |
| - | ------------ | --------- | ----------- | -------- | ---- |
| 1 | 2009年2月6日 | HOROSCOPE | Jewel Sound | JSSK-009 | DVD  |

＜収録曲＞
1.Horoscope / Senri & Fumiya
2.Cuglhuph / Koichi Yabori
3.Blue Rondo a la Turk / Dave Brubeck
4.Baba,Tell Me / Masatoshi Mizuno
5.Winds / Kozo Suganuma
6.Tombo in 7/4 / Michel Camilo
7.E-RECO / Kozo Suganuma
8.Vongole Takenaka 〜Dessert in Desert / Masatoshi Mizuno
＜共演アーティスト＞
菅沼孝三 （Drums & Percussion）
矢堀孝一 （Guitar）
水野正敏 （Bass）
佐藤浩一 （Piano & Keyboard）
※タイトルチューン「Horoscope」で共演している共作者のFumiyaこと川口史也（Keyboard）は実兄
|   | 発売日       | タイトル  | レーベル     | 品番      | 備考 | その他                                 |
| - | ------------ | --------- | ------------ | --------- | ---- | -------------------------------------- |
| 2 | 2013年1月8日 | A LA MODE | MOST COMPANY | MOCA-1844 | CD   | 2014年12月24日よりハイレゾ音源配信開始 |

＜収録曲＞
1.INFINITE POSSIBILITY / Jun Abe
2.ACRONYM / Koichi Yabori
3.MAYBE I KNOW / Tatsuya Nishiwaki
4.SEND ONE YOUR LOVE / Stevie Wonder
5-6.NOT ENOUGH 〜DESSERT THE DESERT(feat, Kozo Suganuma) / Masatoshi Mizuno
7.SAMURAI FAITH / Tetsuo Sakurai
8.SPANISH PIRATES / Kyoji Yamamoto
9.HIGHLAND PARK 15 / Tatsuya Nishiwaki
10.WONDERLAND IN THE SKY / Tetsuo Sakurai
＜参加アーティスト（五十音順）＞
安部潤（key）
小野塚晃（key）
包国充（ts）
川崎哲平（el-b）
グスターボ・アナクレート（as）
黒田晃年（elg）
菰口雄矢（elg）
櫻井哲夫（el-b）
菅沼孝三（ds）
田中晋吾（el-b）
寺内茂（tp）
西脇辰弥（key&per）
ブライアン・ブロンバーグ（el-b）
増崎孝司(elg)
松木隆裕（tp）
水野正敏（el-b）
矢堀孝一（elg）
山田智之（per）
山本恭司（elg）
吉田俊之（tb）
|   | 発売日        | タイトル          | レーベル                 | 品番      | 備考 |
| - | ------------- | ----------------- | ------------------------ | --------- | ---- |
| 1 | 2014年1月18日 | CHOCOLATE BOOSTER | VEGA Music Entertainment | VGDBRZ-53 | CD   |

＜収録曲＞
1.K.S.Pro / Kiyomi Otaka
2.Chocolate Booster / Kiyomi Otaka
3.Open Transport / Kiyomi Otaka
4.Orange Mist / Kiyomi Otaka & Koichi Yabori
5.Overcoming Interaction / Koichi Yobori
6.LadiesTalk / Kiyomi Otaka & Senri Kawaguchi
7.Shone Shine / Kiyomi Otaka
8.Ambition / Kiyomi Otaka
9.Future / Kiyomi Otaka
＜共演アーティスト＞
大髙清美 （Organ & Keyboard）
矢堀孝一 （Guitar）

## 楽曲担当
- 烈車戦隊トッキュウジャー - OP主題歌『烈車戦隊トッキュウジャー』（2014年、日本コロムビア）[21][22]。 ※42話に“保線員バンド”のドラマーとして出演した[23]。
- さらば あぶない刑事 - 『さらば あぶない刑事』オリジナル・サウンドトラック（2015年12月9日、アリオラジャパン） #8「RUNNING SHOT feat.T.NAKAMURA,SENRI KAWAGUCHI & SHIGEO NAKA」、#21「LAST BATTLE」
- CooRie - カバーアルバム『melodium2』（2015年12月9日、ランティス） #2「Sentimental Venus」、#5「ハルモニア」、#6「melodium」
- ももいろクローバーZ - アルバム『AMARANTHUS』（2016年、キングレコード） #9「デモンストレーション」
- TVアニメ『ONE PIECE』-ワノ国編　主題歌「OVER THE TOP」
- こぶしファクトリー - アルバム『辛夷第二幕』（2019年、Zetima） #2「come with me」[24]
- スマホゲーム『ラクガキ キングダム』 ラクガキキングダムの戦闘曲　ラクキン戦闘BGM《Akugaki Fight》
- PlayStation 4用ソフト　新サクラ大戦　主題歌、『檄！帝国華撃団＜新章＞』

## その他
- ゾンビランドサガ - 第2期第四話『純情エレクトリック SAGA』劇中曲「激昂サバイブ」　ドラムモーションアクター